# 克拉徹岩
74°21′S 72°48′W / 74.350°S 72.800°W
克拉徹岩（英語：Crutcher Rock），是南極洲的冰原島峰，位於帕爾默地，處於斯塔克冰原島峰西南面11公里，海拔高度約1,375米，以美國地質調查局的製圖師命名，現時由南極條約體系管理。